# Великі Некрасови
Великі Некра́сови (рос. Большие Некрасовы) — присілок у складі Афанасьєвського району Кіровської області, Росія. Входить до складу Пашинського сільського поселення.
Населення становить 67 осіб (2010, 76 у 2002).
Національний склад станом на 2002 рік — росіяни 83 %.